# Alpin skidåkning vid olympiska vinterspelen 2010

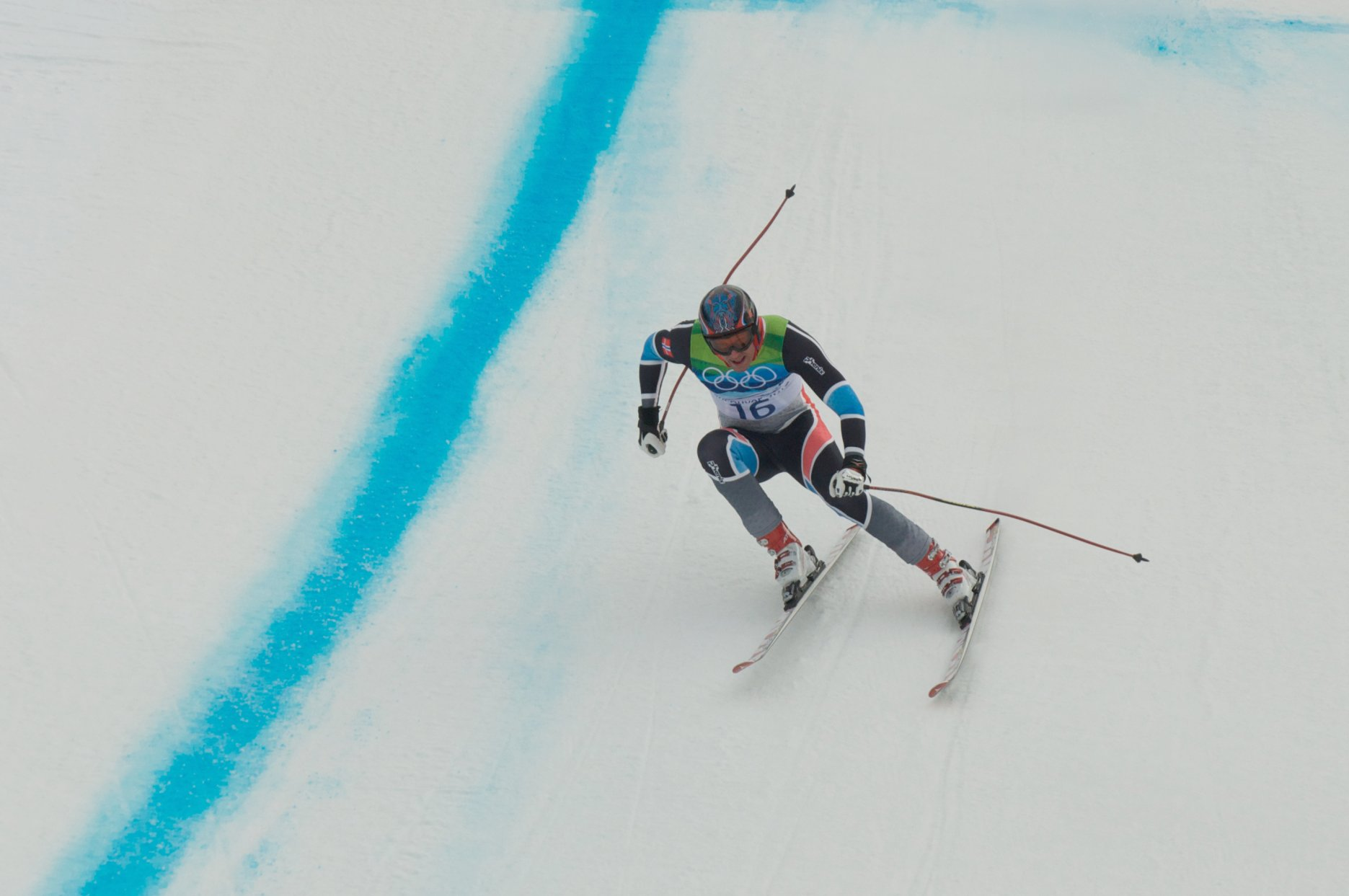
Aksel Lund Svindal från Norge.

Alpina skidåkning arrangerades vid olympiska vinterspelen 2010 mellan den 15 och 27 februari 2010 i skidorten Whistler.

## Resultat

### Medaljtabell
| Pl. | Nation    | Guld | Silver | Brons | Totalt |
| --- | --------- | ---- | ------ | ----- | ------ |
| 1   | Tyskland  | 3    | 0      | 0     | 3      |
| 2   | USA       | 2    | 3      | 3     | 8      |
| 3   | Schweiz   | 2    | 0      | 1     | 3      |
| 4   | Norge     | 1    | 2      | 1     | 4      |
| 5   | Österrike | 1    | 1      | 2     | 4      |
| 6   | Kroatien  | 0    | 2      | 0     | 2      |
| 6   | Slovenien | 0    | 2      | 0     | 2      |
| 7   | Sverige   | 0    | 0      | 2     | 2      |

### Herrar
| Gren                         | Guld                     | Guld    | Silver                   | Silver  | Brons                     | Brons   |
| Störtlopp Detaljer...        | Didier Défago Schweiz    | 1.54,31 | Aksel Lund Svindal Norge | 1.54,38 | Bode Miller USA           | 1.54,40 |
| Storslalom Detaljer...       | Carlo Janka Schweiz      | 2.37,83 | Kjetil Jansrud Norge     | 2.38,22 | Aksel Lund Svindal Norge  | 2.38,44 |
| Slalom Detaljer...           | Giuliano Razzoli Italien | 1.39,32 | Ivica Kostelić Kroatien  | 1.39,48 | André Myhrer Sverige      | 1.39,76 |
| Super-G Detaljer...          | Aksel Lund Svindal Norge | 1.30,34 | Bode Miller USA          | 1.30,62 | Andrew Weibrecht USA      | 1.30,65 |
| Superkombination Detaljer... | Bode Miller USA          | 2.44,92 | Ivica Kostelic Kroatien  | 2.45,25 | Silvan Zurbriggen Schweiz | 2.45,32 |

### Damer
| Gren                         | Guld                         | Guld    | Silver                   | Silver  | Brons                     | Brons   |
| Störtlopp Detaljer...        | Lindsey Vonn USA             | 1.44,19 | Julia Mancuso USA        | 1.44,75 | Elisabeth Görgl Österrike | 1.45,65 |
| Storslalom Detaljer...       | Viktoria Rebensburg Tyskland | 2.27,11 | Tina Maze Slovenien      | 2.27,15 | Elisabeth Görgl Österrike | 2.27,25 |
| Slalom Detaljer...           | Maria Riesch Tyskland        | 1.42,89 | Marlies Schild Österrike | 1.43,32 | Šárka Záhrobská Tjeckien  | 1.43,90 |
| Super-G Detaljer...          | Andrea Fischbacher Österrike | 1.20,14 | Tina Maze Slovenien      | 1.20,63 | Lindsey Vonn USA          | 1.20,88 |
| Superkombination Detaljer... | Maria Riesch Tyskland        | 2.09,14 | Julia Mancuso USA        | 2.10,08 | Anja Pärson Sverige       | 2.10,19 |

## Program
| Februari         | 12 | 13 | 14 | 15 | 16 | 17 | 18 | 19 | 20 | 21 | 22 | 23 | 24 | 25 | 26 | 27 | 28 | T  |
| ---------------- | -- | -- | -- | -- | -- | -- | -- | -- | -- | -- | -- | -- | -- | -- | -- | -- | -- | -- |
| Alpin skidåkning |    |    |    | ●  |    | ●  | ●  | ●  | ●  | ●  |    | ●  | ●  |    | ●  | ●  |    | 10 |